# Карасевич, Порфирий Леонтьевич
Порфирий Леонтьевич Карасевич (1845—1878) — русский юрист, доктор государственного права, ординарный профессор Императорского Московского университета.

## Биография
Происходил из небогатой дворянской семьи кагульского уездного почтмейстера. Родился 26 февраля (10 марта) 1845 года в Кагуле Бессарабской губернии.
Учился в Измаильском уездном училище, откуда перешёл в Одесскую гимназию Ришельевского лицея, которую окончил (1863) с серебряной медалью. В 1863 году поступил на юридический факультет Ришельевского лицея, но в том же году перевёлся на юридический факультет Московского университета; после его окончания в 1867 году со степенью кандидата в декабре 1869 года был зачислен стипендиатом Демидовского юридического лицея для подготовки занятия в нём кафедры энциклопедии права и был послан за границу: посетил университеты Вены, Берлина, Гейдельберга.
Вернувшись в Россию, занял кафедру энциклопедии права в Демидовском лицее — исполняющим должность экстраординарного профессора. В апреле 1872 года защитил в Московском университете магистерскую диссертацию «Право, мораль и государство по учению Иоанна Фридриха Гербарта и его школы» и в мае 1873 года перешёл на должность доцента на кафедру энциклопедии права Московского университета, где в марте 1875 года защитил докторскую диссертацию  «Гражданское обычное право Франции в историческом его развитии» — обширный труд, познакомивший русских читателей с огромным материалом французского обычного права. С 1875 года — ординарный профессор кафедры энциклопедии права. Секретарь Московского юридического общества и редакции его журнала.
Отличался большой научной любознательностью и искренней преданностью делу преподавания. Чувствуя живое влечение к философскому изучению права, он увеличил интерес к этому предмету в своих слушателях и первый на юридическом факультете подал пример устройства, по образцу германских университетов, юридических семинарий. В качестве секретаря Московского юридического общества, много содействовал поднятию научного уровня его занятий, равно как и оживлению его журнала «Юридический вестник». Был инициатором организации юридических семинаров по образцу германских университетов.
Умер 4 (16) марта 1878 года в Москве. Похоронен в Донском монастыре.

## Комментарии
1. ↑  Его старший брат  Константин (1832—1892) указывался как дворянин Курской губернии. Окончил Московский университет и в июле 1854 г. назначен младшим врачом в 29-й флотский экипаж. Участвовал в обороне Севастополя, работал на перевязочных пунктах; в сентябре 1855 года был назначен врачом 1-го отделения оборонительной линии на Северной стороне. Награждён орденами Св. Станислава 3-й степени с мечами, Св. Анны 3-й степени и золотой табакеркой. После войны служил врачом на судах Черноморского флота, был в заграничных плаваниях. В 1873–1877 гг. был судовым врачом на императорской яхте «Ливадия». Затем участвовал в Русско-турецкой войне 1877–1878 гг. В 1880 году был назначен портовым окулистом Николаевского порта и произведён в статские советники, в 1881 г. назначен помощником начальника медицинской части управления Черноморского флота и портов. В 1885 году переведён окулистом Николаевского порта. В марте 1888 г. произведён в действительные статские советники, в июле уволен от службы по болезни. Умер 27 марта 1892 года в Москве, погребён в Донском монастыре. — см. Крестьянников. В. В. Врачи Черноморского флота в Крымскую войну // Историческое наследие Крыма.: сб. ст. / Гос. ком. по охране культ. наследия. Респ. Крым. — Симферополь : ООО «Антиква», 2016. — ISBN 978-5-9909176-8-2. — С. 27.